# イタリアの歴史
イタリアの歴史（イタリアのれきし）では、地中海に面したイタリア半島およびその周辺地域における歴史について記載する。

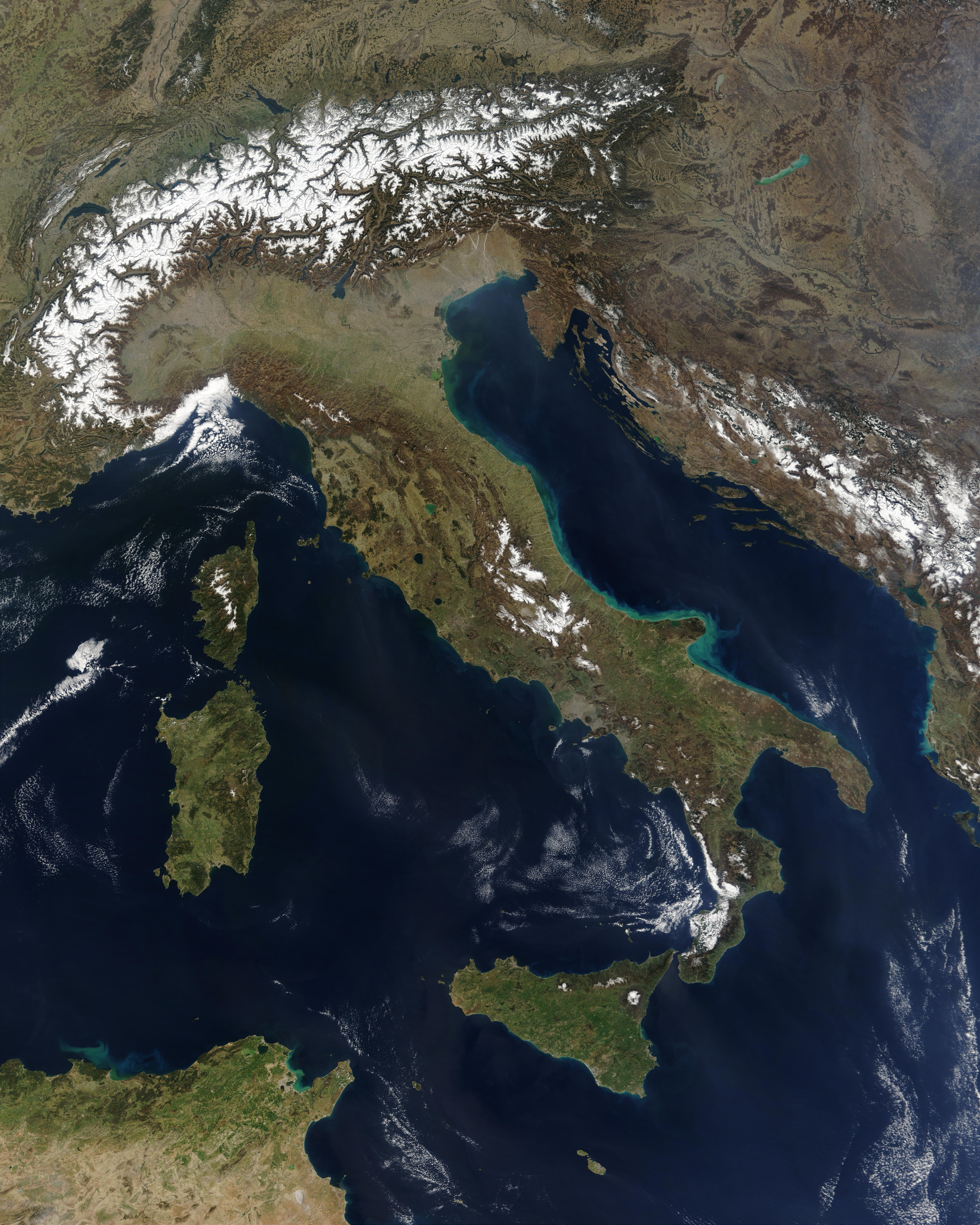
イタリア上空からの衛星画像。ウィーン会議以降の世界でも、国家として認められていたのはそれほど多くなく、「イタリアとは単なる地理的名称に過ぎない」（ウィーン会議を主宰したクレメンス・メッテルニヒ）と言われるように、歴史上「統一国家としてのイタリア」の誕生は近代になってからである。

## 先史
イタリア半島はアルプス・ヒマラヤ造山帯の活動によってできた。
イタリアに人類が出現したのは旧石器時代とされる。イタリアにも住んでいたクロマニョン人はハプログループI2a (Y染色体)に属していた。
新石器時代にはギリシャ、アルバニアを拠点に、Y染色体ハプログループE-V13を担い手とするカルディウム土器がもたらされた。加えて中東方面から農耕が、ハプログループG2a (Y染色体)に属す集団によってもたらされた。
青銅器時代になるとイタリック語派を話すハプログループR1b (Y染色体)の集団が到達した。

## 古代

### ローマ前史
紀元前8世紀のローマの建設以前のイタリアの状況について判明していることは少ない。イタリア民族が、紀元前8世紀頃にラティウム平原に定住したが、直後に小アジアからやってきたエトルリア人が彼らを征服した。イタリア半島の住人にはエトルリア人がいた。
紀元前6世紀にイタリア民族の中のラテン人からエトルリア人への反乱が起こり、共和政が樹立された。ローマと同じ頃、ギリシャ人が「マグナ・グラエキア」と呼ばれるイタリア半島の先端やシチリア島など地域に移住し、のちに重要な都市となるシラクサやタレントゥム（現在のターラント）を建設した。その他にも、現在のラツィオ州にいたスパルタからの移民ともいわれるサビニ人、またイタリア南部の山岳地帯、特にカンパニアやモリーゼにいたサムニウム人、さらにオスキー人やウンブリア人がいた。

### 王政から共和政へ

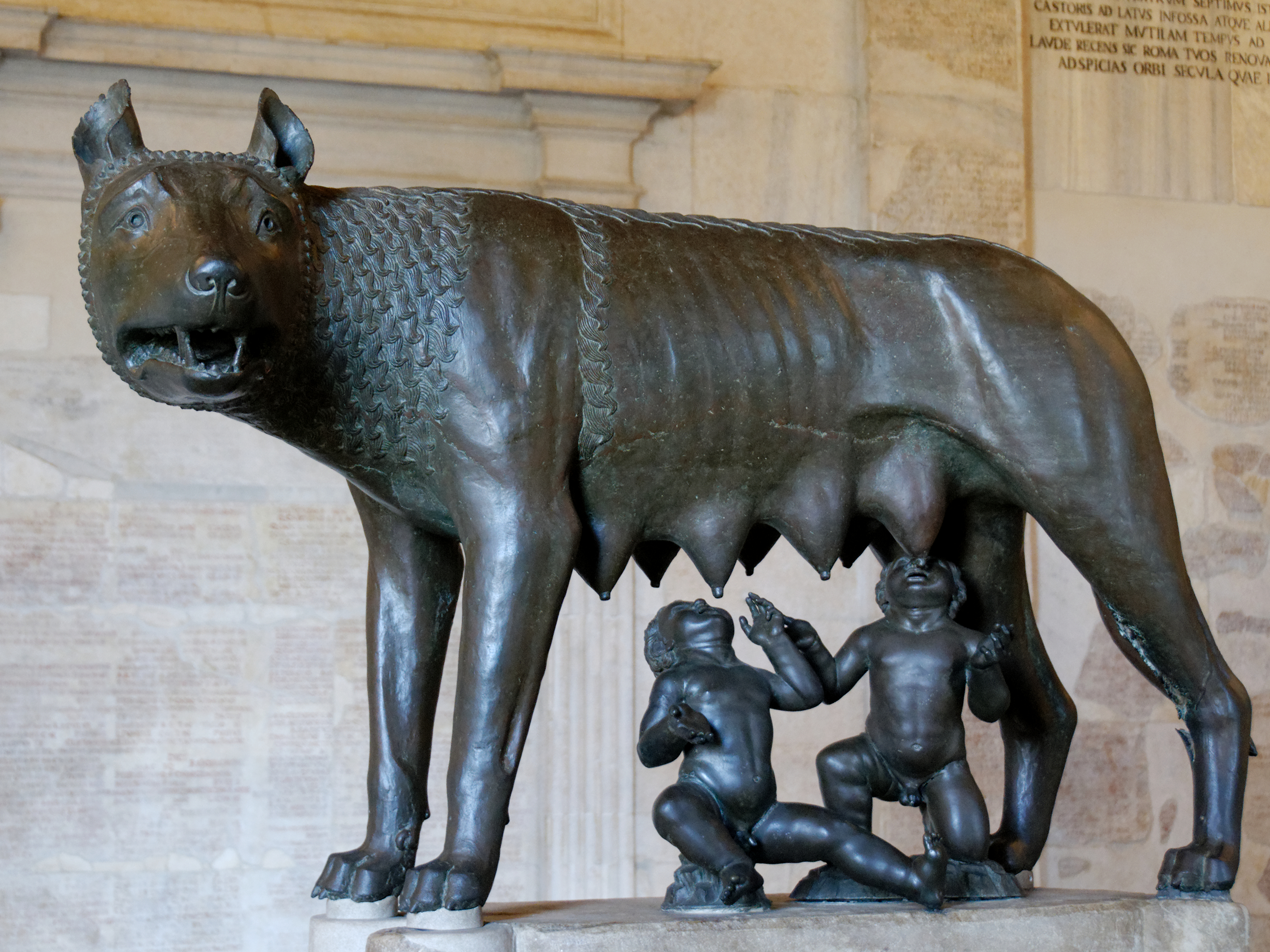
『カピトリヌスの雌狼』
狼の乳を吸うロームルスとレムス

伝承によると、ローマ人はトロイア戦争におけるトロイア側の武将で、トロイア滅亡後にイタリア半島に逃れてきたアイネイアースらの子孫とされ、紀元前753年に同じくその子孫であるロームルスとレムスの兄弟によって建設された。古代ローマでは、アイネイアースが、トロイア滅亡後、詩、音楽、医学、貿易、政治システムを持って、イタリア半島に逃れて、古代ローマを建国したという物語は、古代ローマが古代ギリシアの歴史と繋がる長い連続と価値づけられ、非常に重要と考えられていた。ロームルスが初代ローマ王となって以降、7代の王が王政によって統治したが（王政ローマ）、紀元前509年、タルクィニウス・スペルブスが追放され王政は終焉、共和政ローマが成立した。
当時の共和政には二つの統治組織があった。一つは「パトリキ」と呼ばれる貴族の有力者や政治家たちによって構成される元老院で、もう一つは「プレブス」と呼ばれる平民階級で富裕な市民が中心となって運営される市民集会（民会）であった。貴族と平民の間の対立や紛争は共和政の重要な政治的問題となっていたが、元老院は幾つか譲歩をしながら、常に上手く乗り切っていた。

### 対外戦争による領土拡大
続く数世紀の間、ローマは領土の拡張政策をとり始め、ウェイイの町やラテン人、サムニウム人の同盟を次々と打ち負かしていった。
ローマは戦争に勝利した後もたいていは敗者を完全に服従させようとはせず、ローマの優位性を受け入れさせ、ローマを構成する同盟国として扱った。この賢明なやり方がローマが拡大できた理由の一つとなっている。たとえば、トスカーナやカンパニアにあったエトルリア人やギリシャ人の弱小都市は、ローマに立ち向かって戦争するよりも、ローマの保護を求める方を選んでいる。
紀元前390年には、ガリア人として知られるケルト人によってローマは侵入され、略奪された。
紀元前280年から紀元前272年にかけて、ギリシャ人の都市タレントゥムとの戦いに勝利したローマはイタリア半島を実質的に統一した。そして、最も危険な敵であったフェニキア人の植民都市カルタゴ（現在のチュニス近く）と対決することとなった。

アルプス山脈を越えるカルタゴのハンニバル・バルカ

紀元前3世紀半ばからほぼ1世紀を通じて戦われた3度のポエニ戦争は、ローマの完全な勝利に終わった。第一次ポエニ戦争（紀元前264年-紀元前241年）と第二次ポエニ戦争（紀元前218年-紀元前202年）により、カルタゴはシチリア島、サルデーニャ島、コルシカ島、ヒスパニアの植民都市などほとんどの領土を失い、第三次ポエニ戦争（紀元前149年-紀元前146年）に敗北して都市は破壊された。
紀元前2世紀には、ローマは西地中海一帯のほとんどを支配するようになり、その影響力は急速に東方へと及び始めていた。紀元前1世紀、ローマはヘレニズムの流れを持ったアンティゴノス朝やセレウコス朝を滅ぼし、全地中海の覇者となった。

### 内乱の一世紀
ローマ共和国の統治機構は、都市国家のそれから生まれたものであり、広大な領土を統治するのに相応しい物ではなかった。元老院は領土が拡大される度に制度改良を行い諸問題に対処してきたが、大本が都市規模の国家を統治するためのシステムである以上、そうした改革にも限界があった。それゆえローマ領内において様々な歪が生じ始めたが、硬直化した元老院はこれに対し制度の抜本的改革ではなく、軍隊を動員しての抑圧という短絡的な手段で答えた。紀元前139年にローマを揺るがす大反乱が発生（シチリア島奴隷反乱）、騒乱自体は無事鎮圧されたものの、ローマにおける共和政は明らかな行き詰まりを見せ始めていた。この腐敗した共和政を改革するべくティベリウス・グラックスが護民官として制度改革を推進するが、その過程で元老院と対立し、紀元前133年、志半ばにして支持者達と共に非業の死を遂げる。紀元前121年、兄の志を継がんとした弟のガイウスもまた元老院と対立し失脚、数千人と言われる支持者達も処刑された。このグラックス兄弟の死と改革の頓挫は共和政ローマの混迷を決定的なものとし、これにより内乱の一世紀が始まる。

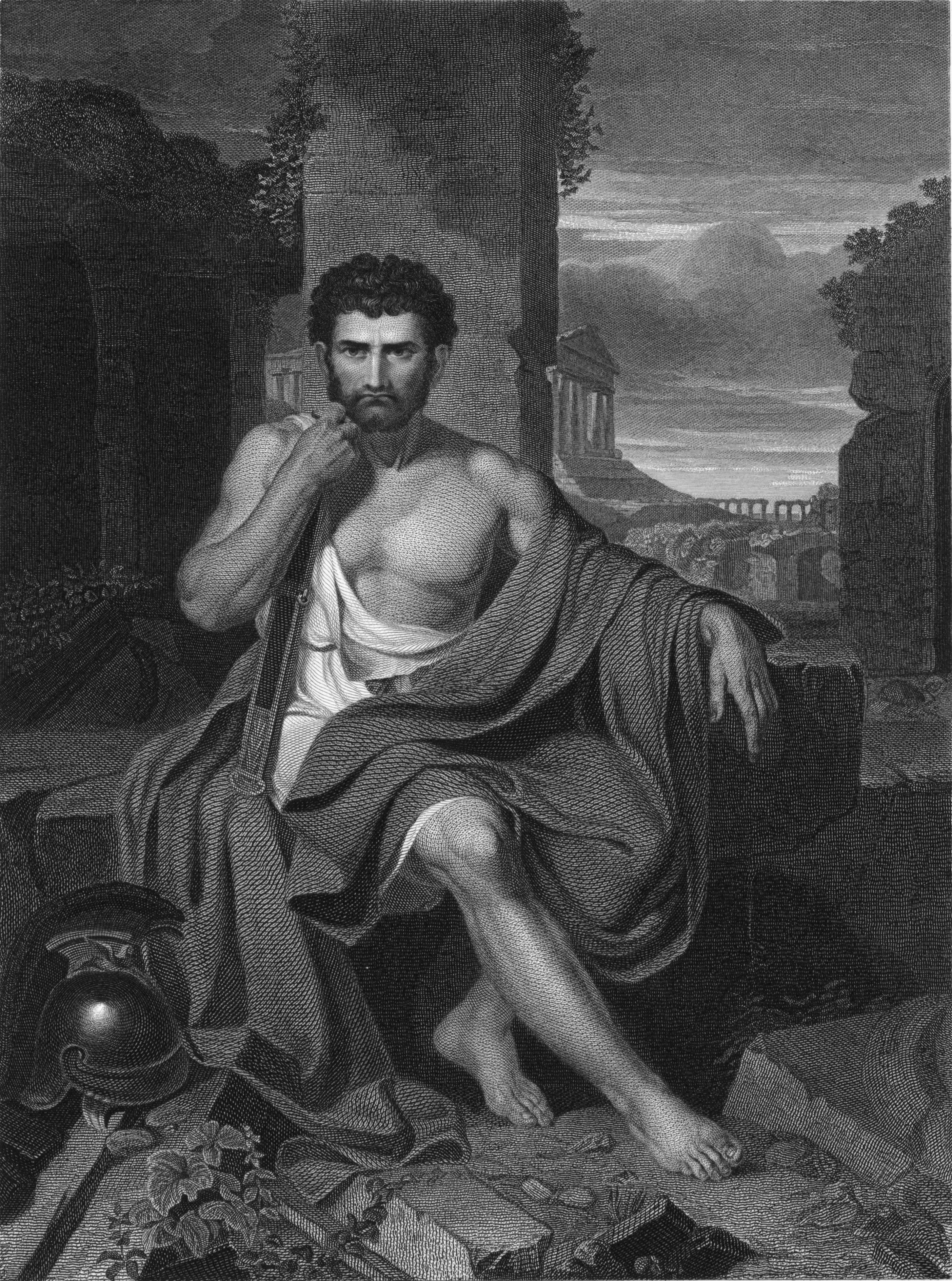
ガイウス・マリウス

その後、軍人出身の執政官ガイウス・マリウスは上述の「歪」の一つである軍の弱体化と自作農の没落に対処すべく軍制改革（詳細はマリウスの軍制改革を参照）を行ない、軍の質的向上と失業農民の雇用確保に成功。またマリウスは自らの改革により精強さを取り戻したローマ共和国軍を率い、ゲルマニアからローマ領内へ侵入したゲルマン人の軍勢に大勝（キンブリ・テウトニ戦争）するなど、ローマの国防力再建に成果を挙げた。しかし軍内部でイタリアの同盟市民とローマ市民との待遇差が消えたため、彼らは同じローマを構成する住民として市民権の付与を求め始めるようになり、これを既得権益が失われると考えた元老院とローマ市民が拒絶したことで同盟市の大反乱を引き起こすことになる（同盟市戦争）。更に軍を構成する兵士が市民兵から職業軍人へ変化したことで軍からは世俗性が失われ、次第に議会や民衆よりも直近の上司である将軍達に忠誠心を抱くようになり、これは後に起きる内乱の一端となる。
紀元前88年、遂にローマ国内での内部対立はオプティマテス（閥族派）のルキウス・コルネリウス・スッラとポプラレス（民衆派）のガイウス・マリウスの軍事的衝突という内戦状態に発展し、ローマの混迷は頂点に達する。ローマ人の犠牲者は6年間で数万人となった。内戦に最終的な勝利を収めたスッラは独裁官となり、元老院の権限強化を進めた。

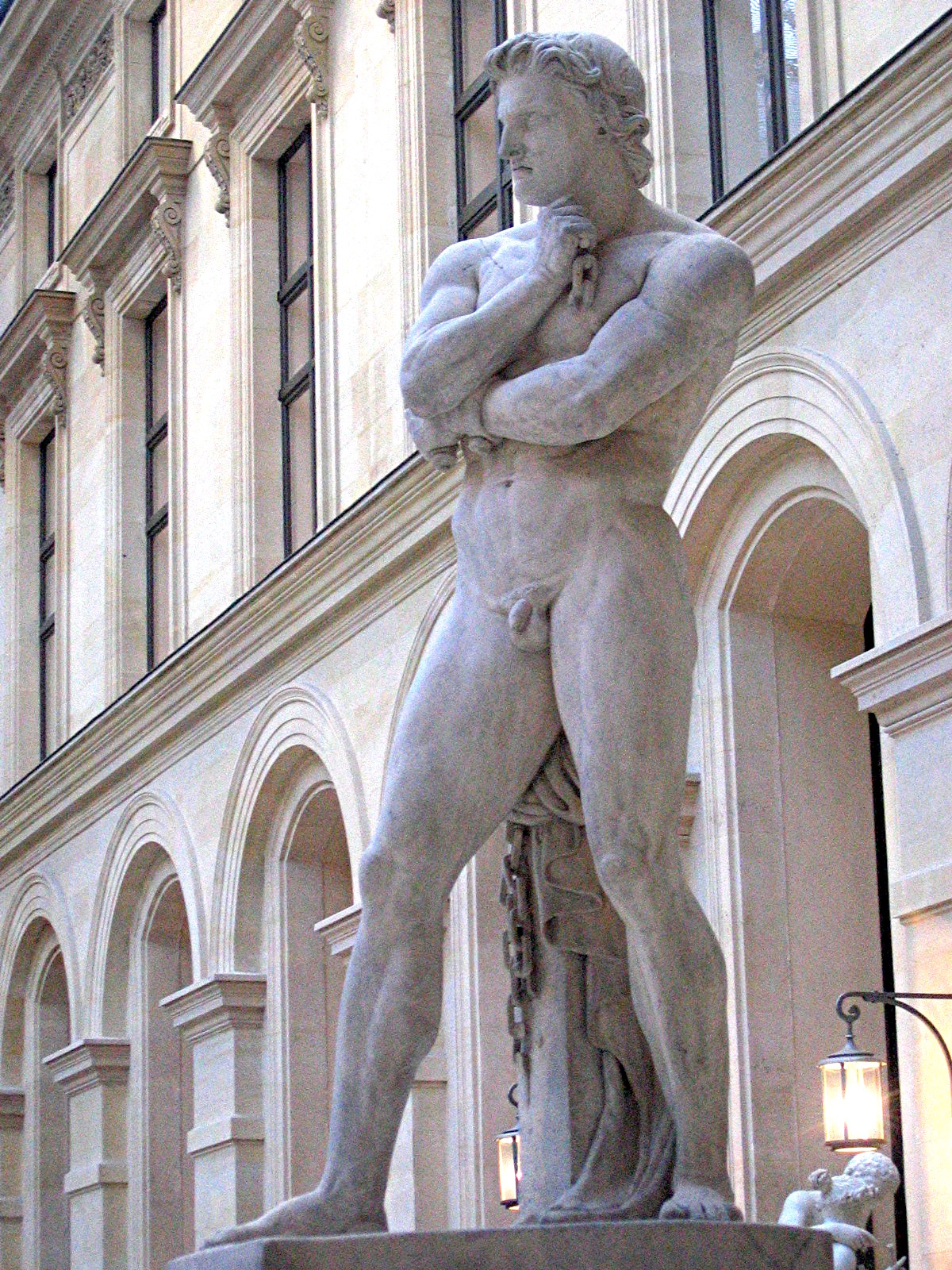
第三次奴隷戦争の首謀者、スパルタクス

スッラの死後、ローマはスパルタクスを首謀者とする第三次奴隷戦争（紀元前73年-紀元前71年）を鎮圧したマルクス・リキニウス・クラッスス、オリエント一帯を征服した軍の実力者グナエウス・ポンペイウス、そしてマリウスの甥として頭角を現しつつあったガイウス・ユリウス・カエサルによる第一回三頭政治へ移行する。三頭政治の一角を占めていたカエサルはガリア戦争（紀元前58年-紀元前51年）の成功によって名声を挙げ、クラッススの死後に起きたポンペイウスらとの内戦にも勝利、ローマの権力を一手に収めると終身独裁官となり急進的な政治改革を推進した。だがこうした大胆な改革と専制的な独裁は元老院を中心とする国内の共和派の反感を買い、紀元前44年3月、反カエサル派の元老院議員たちによって暗殺された。
カエサルの姪の息子にあたり、養子となってその後を継いだオクタウィアヌスはカエサルの腹心であったマルクス・アントニウスらと同盟を結んで共和主義者を打倒した。しかし、その後主導権を巡って両者の対立は深まり再び内戦へと発展してしまう。オクタウィアヌスはプトレマイオス朝エジプトの女王クレオパトラと組んだアントニウスを、紀元前31年アクティウムの海戦で破った。これにより内乱は終結し、約1世紀に渡る混迷に終止符が打たれた。

### ローマ帝国の誕生と「パクス・ロマーナ」

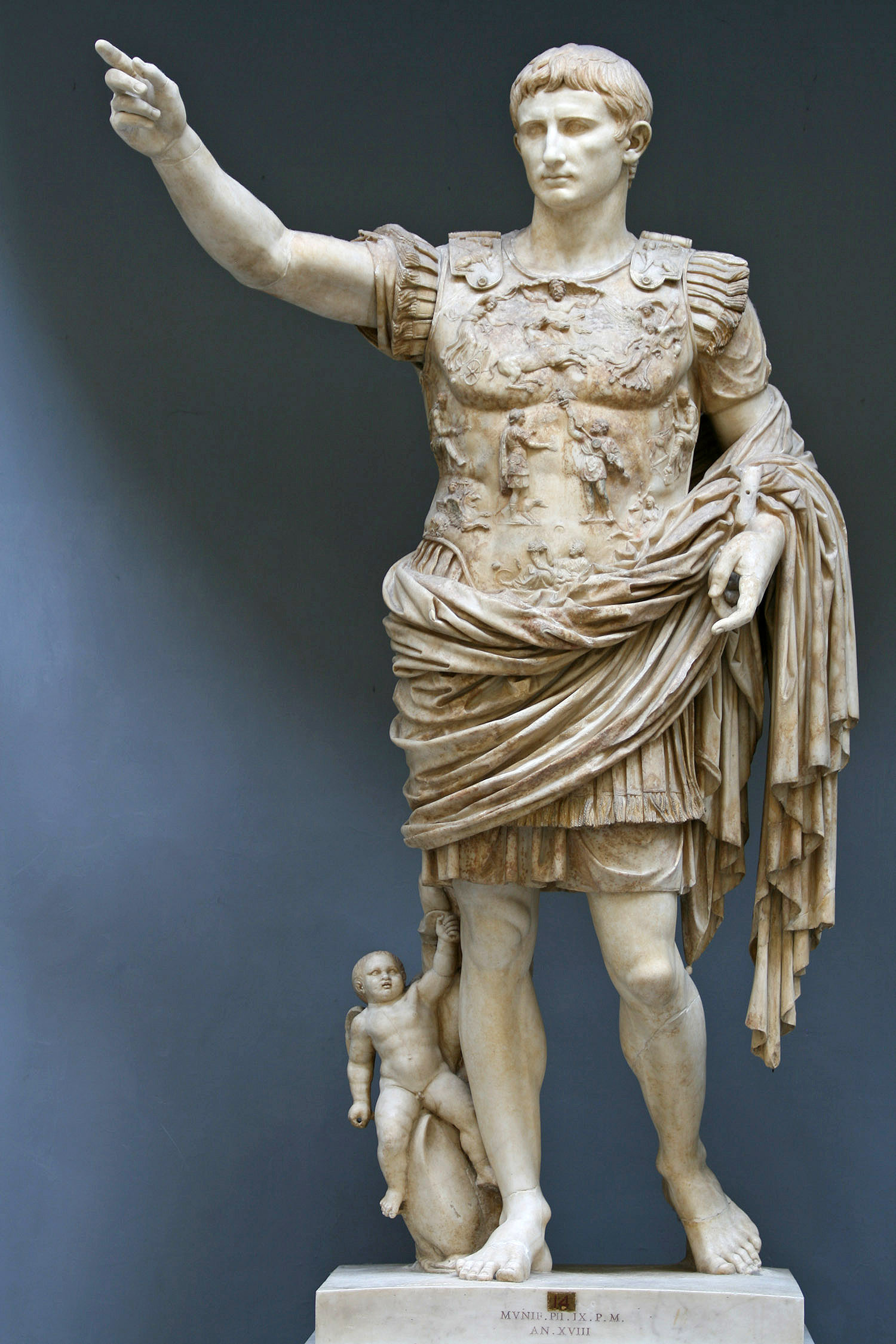
プリマポルタのアウグストゥス

紀元前27年、オクタウィアヌスは元老院からアウグストゥスとプリンケプス（第一の市民）の称号を送られ、インペラートル（この時はローマ軍団の最高司令官という意味）となった。
アウグストゥスは、共和政を蔑ろにすることはなかったが、実質的に皇帝として統治したため、これよりローマ帝国が誕生したとされる。実際に帝政がより明らかになるのは、アウグストゥスの養子ティベリウスが後を継いでからである。
帝国の成立はその属州に平和と安定をもたらし、属州は帝国に繁栄をもたらした。それとともにローマ市民権もゆっくりと属州に広がり、法規も不完全なものが多かったが、行政官による恣意的なものではなくなった。
ローマ帝国の版図もさらに拡大された。最も顕著なものは、47年の皇帝クラウディウスによるブリタンニアの征服である。
1世紀は、ほとんど内乱と暴動の鎮圧に費やされた。「四皇帝の年」として知られる内戦中にユダヤ属州で起きたユダヤ人の暴動以外にも、ゲルマン人やダキア人、カレドニア人や東方の大国パルティアとの戦争が相次いだ。
2世紀の前半は、トラヤヌス、マルクス・アウレリウス・アントニヌスら五賢帝と称される皇帝による治世の下、帝国は最盛期を迎えた。
歴史家のエドワード・ギボンは、もしもその状況が見かけほど良くなくても、人びとにとっては最も平和な時代であっただろうと述べている。（パックス・ロマーナを参照）

### 古代ローマの終焉
実際に帝国内部の状況、特に経済は徐々に悪化しつつあったが、3世紀に入ると異民族の侵入や内戦がそれに拍車をかけ、帝国を崩壊へと導いた（3世紀の危機）。
皇帝ディオクレティアヌス（在位284年-305年）やコンスタンティヌス1世（在位306年-337年）により、帝国の再建が試みられた。コンスタンティヌス1世は、内戦においてキリスト教徒の助けを借りたこともあり、313年ミラノ勅令を発してキリスト教を公認した。380年には、テオドシウス1世によってキリスト教が国教とされた。
395年テオドシウスの死去に伴い、それぞれミラノ（後にラヴェンナ）とコンスタンティノポリスを首都とする西ローマ帝国と東ローマ帝国に分割統治された。
378年のアドリアノープルの戦いにローマ軍が敗北したことで、ゲルマンの民族大移動は止めようもなく、ゴート族、フン族、ヴァンダル族、フランク族、ブルグント族の侵入が続いた。410年にローマが略奪された（ローマ略奪）。

## 中世

### 中世の混乱

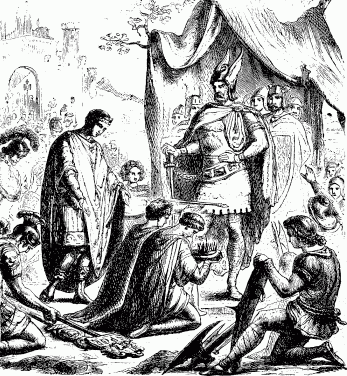
オドアケルに帝冠を渡すロムルス・アウグストゥルス

476年ゲルマン人出身の傭兵隊長オドアケルによって西ローマ帝国皇帝ロムルス・アウグストゥルスが退位させられる。オドアケルは西皇帝の帝冠をコンスタンティノープルの東ローマ皇帝ゼノンへと贈り、西ローマ帝国は廃止された。なおコンスタンティノープルを新たなローマとしたローマ帝国（ビザンティン帝国）は、その後も1000年にわたって存続した。
5世紀に入るとローマ帝国を荒らしていた東ゴート族の王テオドリックが、ゼノン帝の命を受けてオドアケルを倒し、東ゴート王国を建国し、ローマ皇帝の代理という名目で統治を行った。また、シチリア島、サルデーニャ島、コルシカ島はアフリカからのゲルマン人であるヴァンダル族に征服された。
6世紀には旧西ローマの再統一を目論むローマ皇帝ユスティニアヌス1世が将軍ベリサリウス率いる軍を派遣し、まず北アフリカに居座るヴァンダル族を滅ぼした。続いて東ゴートの王位継承に異を唱えて再びベリサリウスを派遣するが(ゴート戦争）、勝利を収めたベリサリウスをすぐに本国に召還するなどして戦役は長引いた。546年12月に東ゴート軍は、イサウリア人の裏切りによってローマを陥落させ、ローマ略奪を行なった。最終的に552年7月には将軍ナルセスがゴート族を打ち破り（ブスタ・ガロールムの戦い ギリシア語: Μάχη των Βουσταγαλλώρων Battle of Busta Gallorum、タギナエの戦い イタリア語: Battaglia di Tagina 英語: Battle of Taginae）、イタリア全土がローマ帝国領となった。しかし、20年のイタリア全土を巻き込んだ戦闘、および東ローマによる圧政は住民や土地を著しく疲弊させただけであり、さらにローマ帝国とは言うものの中心はコンスタンティノープルへ移っており、廃墟となったローマは単なる一地方に転落してしまった。

### ランゴバルド王国

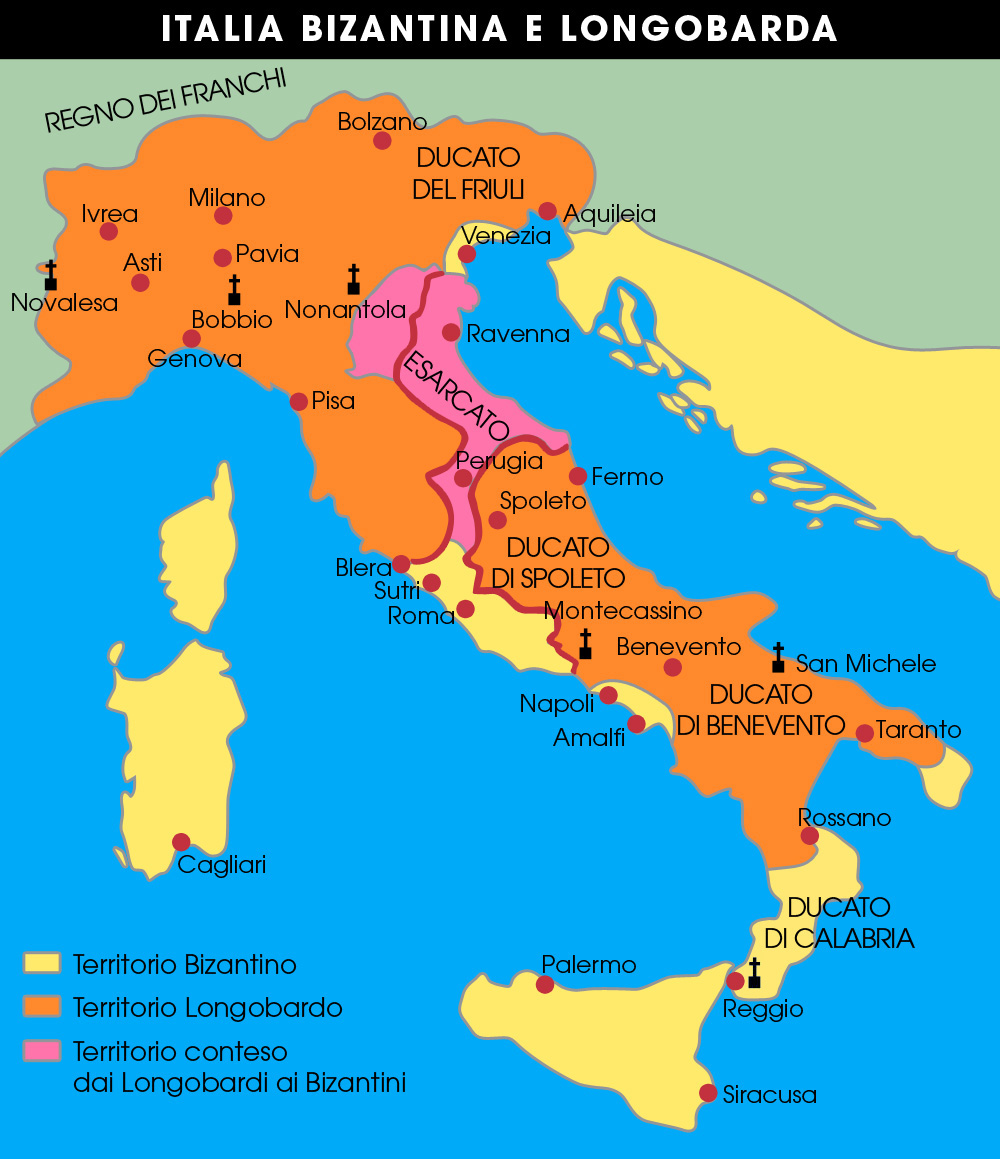
8世紀初頭のイタリア。オレンジ色はランゴバルド王国、黄色及びピンク色は東ローマ帝国領。ただしピンク色は係争地

ユスティニアヌス帝が没して間もない568年、ランゴバルド族のアルボイーノが北イタリアに侵入し南端を除くイタリア半島を征服しランゴバルド王国（ロンゴバルド王国）を建国した。ただし、ローマ帝国の総督府が置かれたラヴェンナから、教皇の居るローマにかけての南北に細長い部分は、8世紀初頭まで征服できなかった。こうして後の教皇領となる部分が出来上がった。
5世紀以降、イタリア半島はローマ帝国、ゲルマン人、アラブ人などの勢力が乱立して小さな公国、王国が乱立して相争う状態に陥った。イタリア半島の政治的な統一性は失われ、再統一されるのは19世紀を待つことになる。ゲルマン人のランゴバルド族は、北部のランゴバルド王国のほか、その属国としてスポレート公国、ベネヴェント公国を建国した。ベネヴェント公国はランゴバルド王国の滅亡後にベネヴェント侯国と称し、サレルノ侯国やカープア侯国を成立させた。南イタリアではローマ帝国からナポリ公国、アマルフィ公国、ガエータ公国などが独立した。

### 教皇派と皇帝派の対立
ランゴバルド王国以降のイタリア半島は、ローマを中心とする教皇領、北イタリアのイタリア王国、ヴェネツィア共和国、南イタリアに四分される。政治的な統一が失われたイタリア半島でカトリック教会は唯一安定した組織だと見なされ、大きな政治権力を握るようになった。ローマにいる教皇はイタリアの一部を直接統治していたが、その影響力はイタリア全域にとどまらずキリスト教化されたヨーロッパ中に及んでいた。752年に「ピピンの寄進」によりローマ周辺に世俗的領土を獲得した教皇領は、徐々に統治領域を拡大、1870年まで中部イタリアの独立国家として存在した。
774年、フランク王国のカール大帝はローマ教皇の求めに応じて北イタリアに侵攻、ランゴバルド王国を滅ぼし、イタリア北部をフランク王国に組み入れた。カール大帝は800年に西ローマ皇帝として戴冠され、イタリア北部は西欧における中近世ローマ帝国、後の神聖ローマ帝国の核として組み込まれた。843年のヴェルダン条約でカロリング朝西ローマ帝国（フランク王国）は、東フランク王国、西フランク王国、中フランク王国に三分裂し、それぞれドイツ王国（ドイツ・オーストリア）、フランス王国、イタリア王国の原型となった。951年に東フランク王（ドイツ王）オットー1世がイタリア王を兼ね、962年には教皇ヨハネス12世によりローマ皇帝として戴冠した。以後、19世紀に至るまで現在の北イタリアとドイツはローマ皇帝という共通の君主を戴いた。ローマ皇帝はイタリア王としての権威と権利をもってイタリアに介入し、10～12世紀の三王朝時代においては皇帝の定めた法が効力を発揮していた。11世紀以降、イタリア王としての権利を主張するローマ皇帝と教皇の対立により、イタリア半島はしばしば戦場となった（教皇派と皇帝派の対立）。11世紀初頭になるとイタリア中部や北部の都市、特にミラノ（ミラノ公国、1395年 - 1797年）、フィレンツェ（フィレンツェ共和国、1115年 - 1532年）などが海運や商業によって繁栄するようになり、名目上はローマ帝国の傘下にありつつも、実質的には独立した政治的権限を持つ都市国家へと発展する。12世紀には北イタリアの都市国家群がロンバルディア同盟を組織し、イタリアでの実権を「バルバロッサ」として知られる皇帝フリードリヒ1世から防衛している。
ヴェネツィア共和国（697年 - 1797年）は教皇領にもイタリア王国にも組み込まれず、コンスタンティノープルのローマ帝国（ビザンツ帝国）の飛び地として始まった。東地中海貿易によって栄えた海洋国家であり、信教の自由や法の支配が徹底されていた。アドリア海沿岸の広域を統治下において海上貿易を支配した。11世紀にはアレクシオス1世コムネノスから金印勅書を獲得し、名目上も独立を果たす。

## 十字軍時代
11世紀から13世紀の十字軍時代には商工業や東方貿易が再興され、ヴェネチア・ジェノヴァ・ミラノ等の都市共和国（コムーネ）が成長し、このうちの幾つかの都市はロンバルディア同盟を構成し皇帝であるフリードリヒ1世に抵抗、1176年にレニャーノの戦いにてフリードリヒ1世の派遣した遠征軍を破りコムーネの自治権を認めさせた。
南イタリアは9世紀から12世紀までアラブ人の侵略に晒された。827年にアラブ人にシチリア島は征服され（ムスリムのシチリア征服、827年-902年）、シチリア首長国（831年 - 1072年）が成立。イタリア南部にはコンスタンティノープルのローマ帝国領の他、ランゴバルド王国の残党であるベネヴェント公国・サレルノ侯国・カープア侯国ナポリ公国・アマルフィ公国・ガエータ公国、及びアラブ人が支配するシチリア首長国（831年 - 1072年）が分立していた。ローマ教皇の求めでロベルト・イル・グイスカルドを始めとするノルマン人のヴァイキングがこれら諸国の征服を行い（ノルマン人による南イタリア征服）、1130年にオートヴィル朝シチリア王国が成立した。
13世紀にホーエンシュタウフェン家のローマ皇帝とシチリア王家の政略結婚により両家の血を引くフリードリヒ2世が誕生し、成人するとイタリア半島統一の意志を露わにした。しかしロンバルディア同盟などの反抗によりフリードリヒ2世は統一を果たせなかった。その意志を継いだ子孫の勢力を危惧したローマ教皇はフランスの手を借りた。フランスは王弟シャルル・ダンジューを送り込み、1266年にフリードリヒ2世の息子マンフレーディを倒し、シャルルはシチリア王カルロ1世として南イタリアを支配した。1282年、フランス支配に不満を持ったシチリア住民は、シチリアの晩祷と呼ばれる反乱を起こし、シャルルをナポリに追放、マンフレーディの娘婿にあたるアラゴン王ペドロ3世に庇護を求めた。このことによりシチリア王国は2つに分裂し、半島側はナポリ王国と呼ばれることとなった。

### ルネサンス期

1494年のイタリア

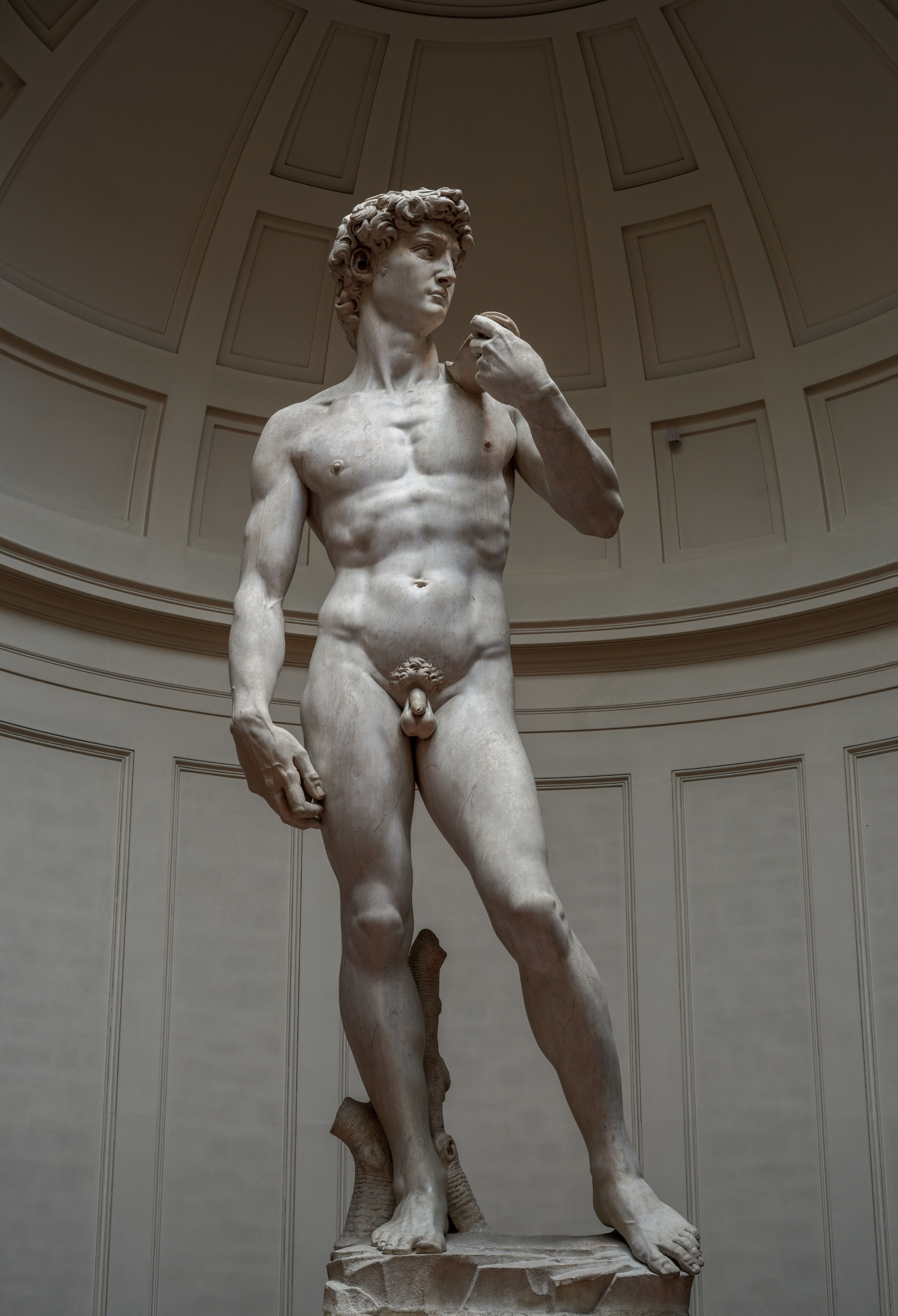
ミケランジェロの「ダビデ像」。イタリア・ルネサンスの精華の一つである。

北イタリアのコムーネは、シニョリーア制から君主制である公国などへと変化し、近隣諸国との紛争を繰り返していた。コンドッティエーレと呼ばれる傭兵隊長が君主に仕え、領土の奪い合いを行った。
そんな中、フィレンツェ共和国のメディチ家や、ローマ教皇、各国の君主は芸術を保護し、ダンテやジオット、ミケランジェロ、レオナルド・ダ・ヴィンチ、ラファエロといったルネサンスの巨匠たちによって偉大な文化的・芸術的業績が成し遂げられた。
1435年、アンジュー家のナポリ女王ジョヴァンナ2世が、ヴァロワ＝アンジュー家のルネ・ダンジューを後継者に指名して死去した。しかし、シチリア王でもあったアラゴン王家のアルフォンソ5世が反発し侵攻、1442年にナポリ王となった。
この黄金時代は、16世紀にフランスやスペインなどの大国にイタリア諸都市が次々と併合されることで終わりを告げた（イタリア戦争）。

### イタリア戦争（1494年 – 1559年）
1494年、フランス王シャルル8世は、ヴァロワ＝アンジュー家からナポリ王位を継承したと主張、イタリアに侵攻して1495年にナポリ王となった。しかしミラノ公国とヴェネツィア共和国の同盟軍にフォルノーヴォの戦いで敗北し撤退、同年ナポリはアラゴンの手に戻った。
1499年にはフランス王ルイ12世が侵攻、ミラノ公国を占領し、翌年ミラノ公位を奪取した。これに対し教皇ユリウス2世は神聖同盟の結成を行い、フランスを追い払うのに成功した。しかし1515年、フランス王フランソワ1世がミラノに再び侵攻し、支配する（マリニャーノの戦い）。1521年、教皇レオ10世（メディチ家出身）は神聖ローマ皇帝カール5世と結び、フランス支配下のミラノを攻め、奪還。
フランソワ1世はレオ10世の後を継いだ新教皇クレメンス7世（レオ10世の従弟）、ミラノ、ヴェネツィア、イングランド王であるヘンリー8世とコニャック同盟を結ぶ。1527年、コニャック同盟へ対抗するため、カール5世率いる神聖ローマ皇帝軍がローマを攻める（ローマ略奪）。ローマは蹂躙され、教皇庁は屈服する。1529年、ジェノヴァがカール5世の支援を受け、フランスの支配下を脱する。ボローニャにイタリア諸国（メディチ家追放中のフィレンツェを除く）が集まり、カール5世に服することを決める。
1536年、ミラノのスフォルツァ家に跡継ぎがないため、フランスはミラノ公国の王位継承を主張して三度に渡りミラノへ侵攻するがカール5世に敗北した。カール5世は息子のフェリペをミラノ公とする。1554年から1557年にかけてシエナがフランスと結んだが、フィレンツェに制圧される。1556年、カール5世が退位し隠棲。息子のミラノ公フェリペがスペイン王フェリペ2世として即位した。スペイン王はアラゴン王、すなわちナポリ王でもあるため、神聖ローマ帝国に代わってスペインがイタリアの大部分を支配することになる。1559年、カトー・カンブレジ条約締結によってイタリア戦争は完全に終結する。
イタリア戦争は神聖ローマ皇帝兼イタリア王による最後の大規模な、そして成功したイタリア政策であった。ミラノ公国を中心としたイタリアの支配権はスペインに引き継がれることとなったが、スペイン王家は神聖ローマ皇帝と同じハプスブルク家であり、事実上皇帝の家系によってイタリアが支配されることとなった。しかし、イタリアにとってこれはスペインによる「外国の支配」に他ならなかった。

## 近世

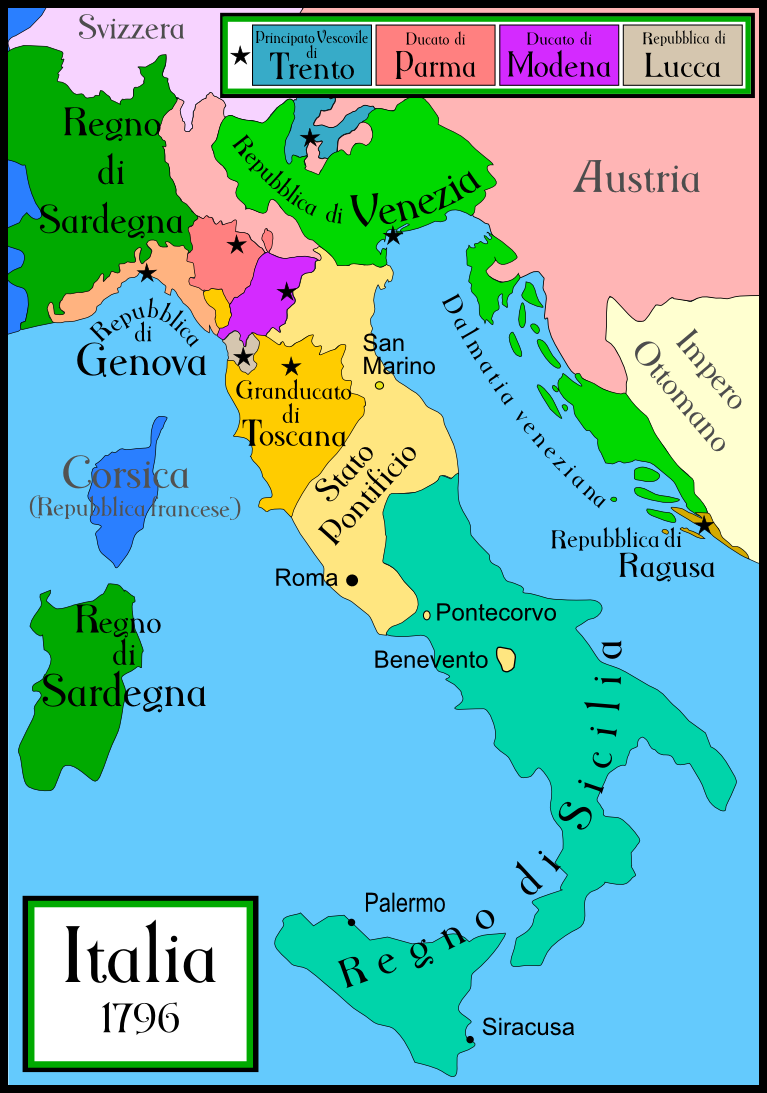
1796年、ナポレオン戦争前のイタリア

16世紀初頭、主要な通商路が地中海から大西洋に移ってしまったことで、イタリアは経済危機に見舞われていた。さらにイタリアを舞台にしたイタリア戦争が頂点に達し、イタリアのほとんどの弱小国家はスペインなどの外国勢力に敗れた。ミラノ公国やナポリ王国は併合され、ヴェネツィア共和国、ジェノヴァ共和国、フィレンツェ共和国(のちのトスカーナ大公国)等は生き延びたが、弱体化していった。イタリアが属する神聖ローマ帝国は解体の一途を辿っていくものの、イタリア王兼神聖ローマ皇帝の家系であるハプスブルク家の支配はスペインを通して逆に強まった。封建的ネットワークは近世でも生きており、帝国宮内法院や有力な君侯家間の婚姻がこの結びつきを支えていた。
宗教改革と教皇の軍隊の敗北により、教皇権の重要性は失われ、カトリック教会もまた酷く弱まった。カトリック教会は宗教改革の波及を防ぐために、スペイン国王兼神聖ローマ帝国皇帝（＝イタリア王にしてドイツ王）カール5世やその後継者たちの戦争を支持し、対抗宗教改革と呼ばれる自己改革を行なって、教会生活における厳格な規律を設けた。
イタリアではジョルダーノ・ブルーノが異端の宣告を受け、火あぶりの刑に処された。他にもトマソ・カンパネッラや天文学者のガリレオ・ガリレイも異端を宣告された。カトリック教会によるこのような新しい知識や文化への締め付けは、その経済危機とも相まって、イタリアの文化的先進性を喪失させた。その結果イタリアは数世紀の間凋落の一途を辿らなければならなかった。
18世紀のイタリアの政治的状況は、16世紀の時とほとんど同じであった。唯一の違いはスペイン継承戦争（1701年 - 1714年）によって干渉してくる外国勢力が皇帝のオーストリアに変わったことだった。スペイン・ハプスブルク家の断絶に伴い、オーストリア・ハプスブルク家の神聖ローマ皇帝はスペインがイタリアに持っていた権利を手に入れていた。カール5世を最後に戴冠もされない名目だけのイタリア王の称号が表立って用いられる事は失われていたが、皇帝は北イタリアにおける伝統的な皇帝の責任を真剣に考えており、多くのイタリア人も帝国との結びつきを高く評価していた。帝国議会もイタリア領有の形式的な主張を続け、ケルン大司教が持つ名目上の宮中官位である「イタリア大書記官長」も維持された。
イタリア諸侯の中では、後にイタリアを統一するサヴォイア公国が勢力を伸ばした。サヴォイア公国はスペイン継承戦争（1701年 - 1714年）に参戦してシチリア王位を得て、さらに1720年にシチリア島とサルデーニャ島をオーストリア・ハプスブルク家と交換し、サルデーニャ王国が成立した。
また、1768年ジェノヴァ共和国は、独立戦争が続くコルシカ島をフランスに譲渡した。

### ナポレオン戦争

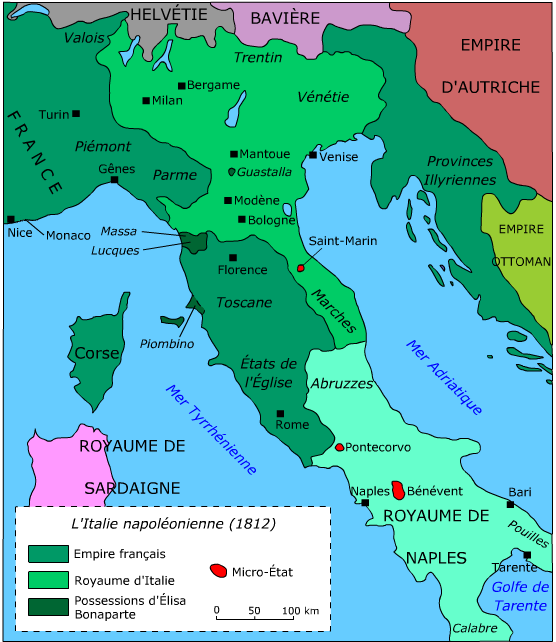
1812年、ナポレオン戦争下のイタリア

ナポレオン・ボナパルトは、1796年にフランスの将軍としてイタリアに侵入した。当時ミラノ公国の君主は神聖ローマ帝国皇帝（オーストリア大公）が兼ねており、また、エミーリアやロマーニャなどの教皇領北部も実質的にはモデナ公国・ルッカ共和国などのそれぞれの領主により支配されていた。それらの国の住民は圧政に耐えかねてナポレオンを解放者として受け入れたため、戦局はナポレオン優位に動いた。この時中立という立場を取りつつもオーストリア軍に自国の領土の通過を許したヴェネツィア共和国は、ナポレオンの反感を買ってしまう。ヴェネツィアの国家の弱体化も激しく目立った抵抗も出来ずにナポレオン軍の侵略を許し、オーストリアに譲渡されてしまう。1797年には、北イタリアの占領していた地域をまとめてチザルピーナ共和国を建国し、1798年には教皇領のローマもフランスの手に落ちる。1805年、ナポレオンはオーストリアから奪ったヴェネト地方、エトルリア王国などを統合し自身を大統領とするイタリア共和国を建国し、皇帝になるとともに共和国はイタリア王国となった。残るナポリ王国も妹婿のミュラに委ねており、イタリア半島はナポレオンによりほぼ統一されたことになる。

## イタリアの統一（1815年 - 1861年）

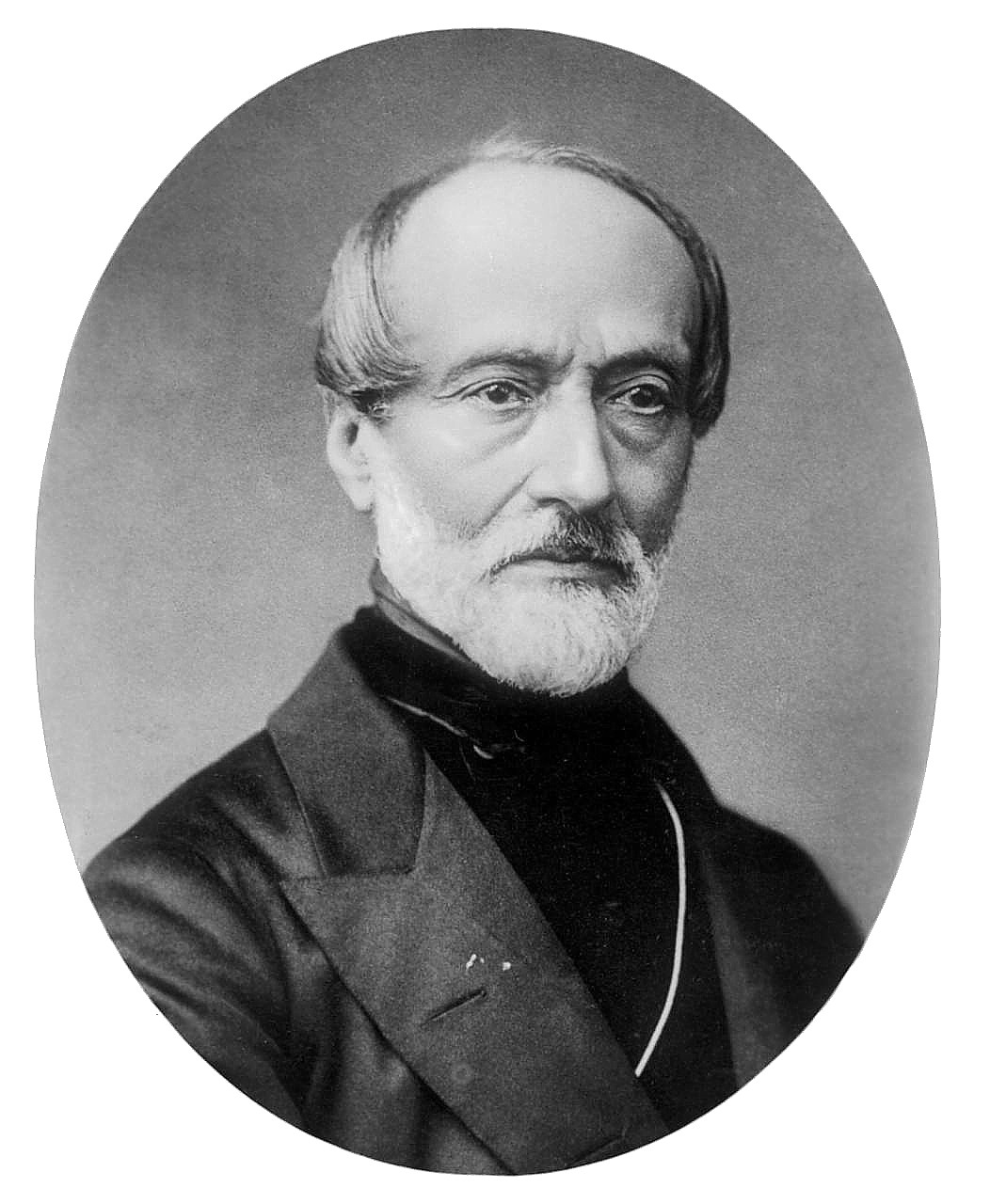
ジュゼッペ・マッツィーニ

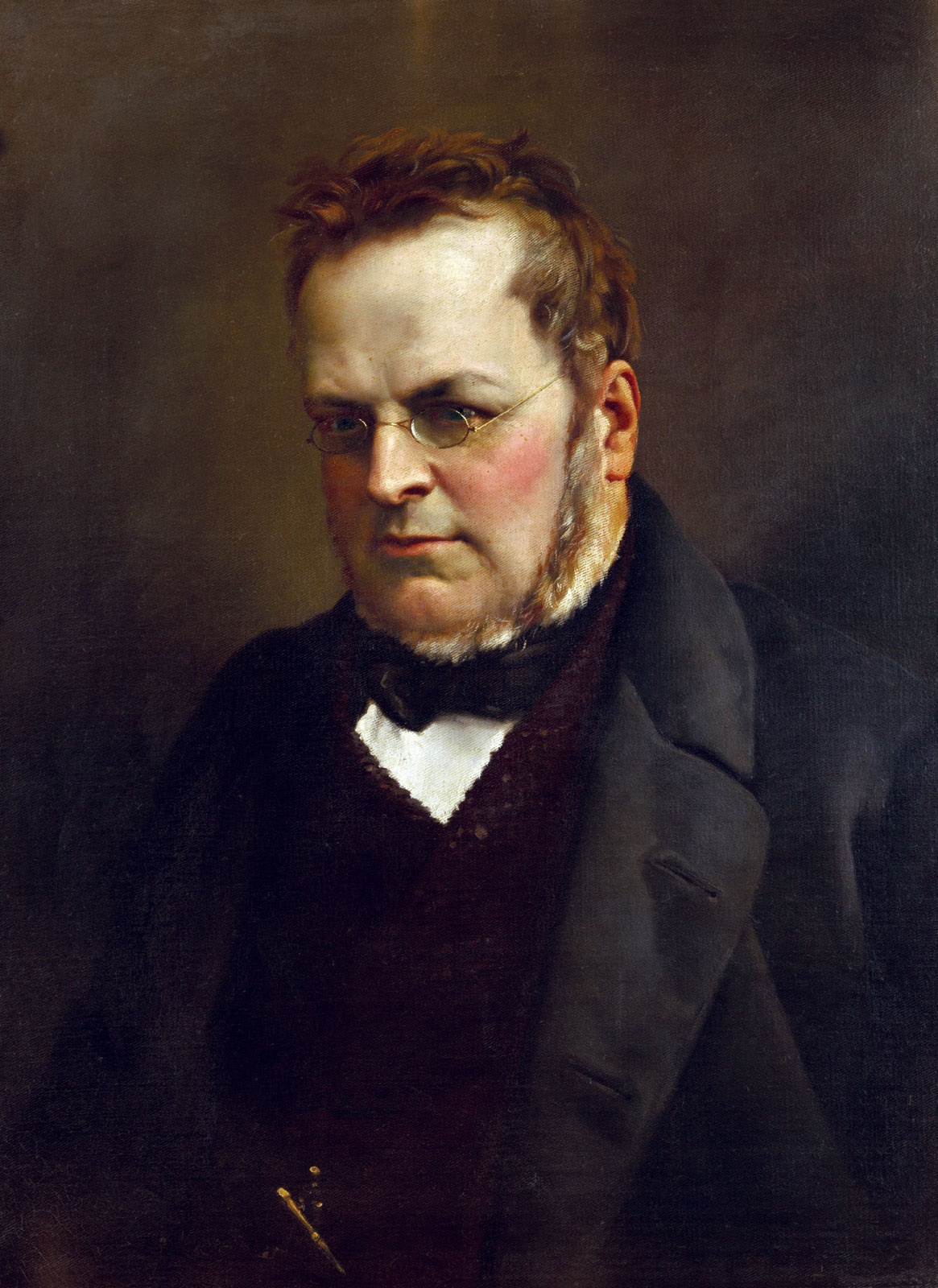
カミッロ・カヴール

1843年、リソルジメント運動以前のイタリア

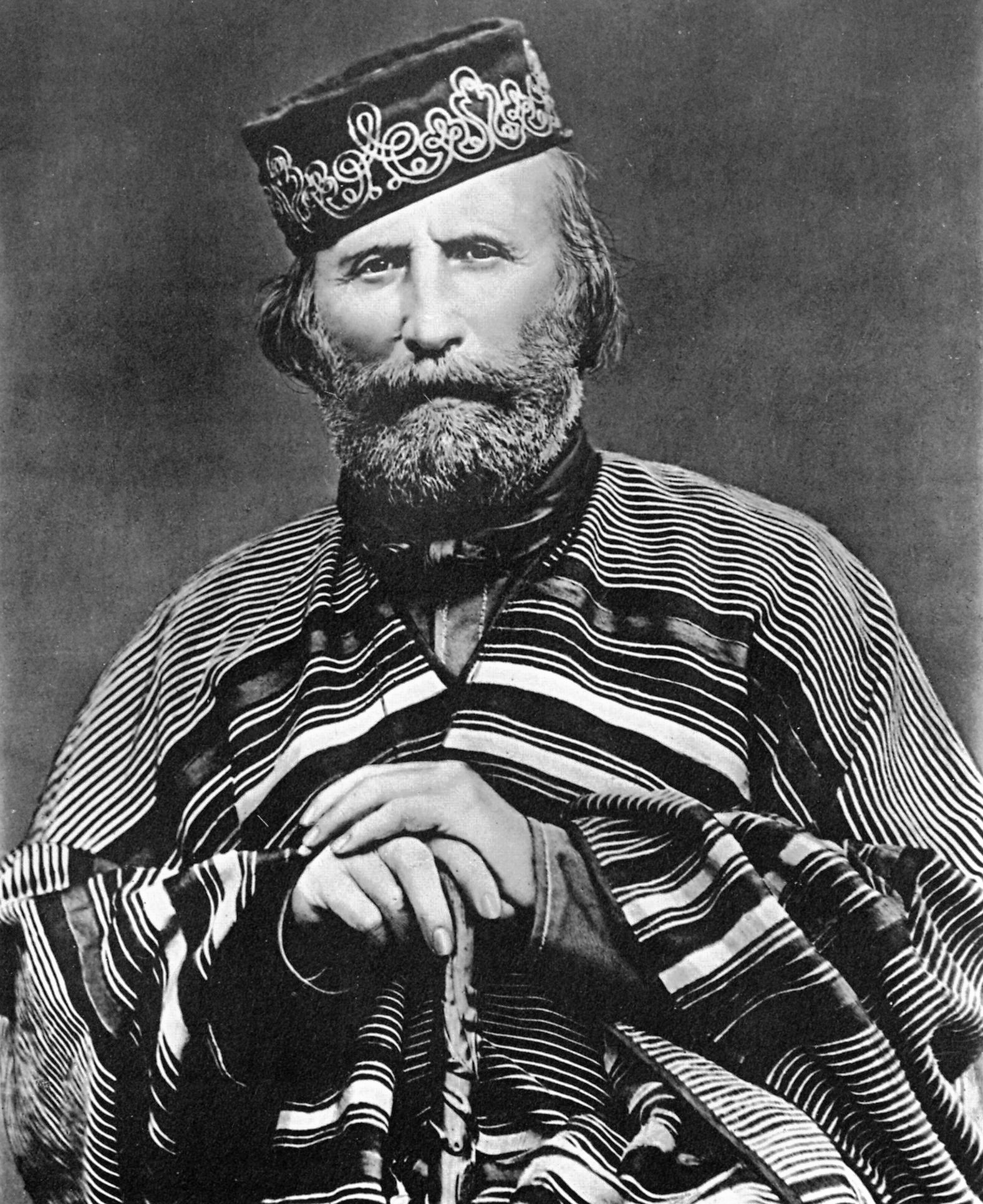
ジュゼッペ・ガリバルディ（1866年）

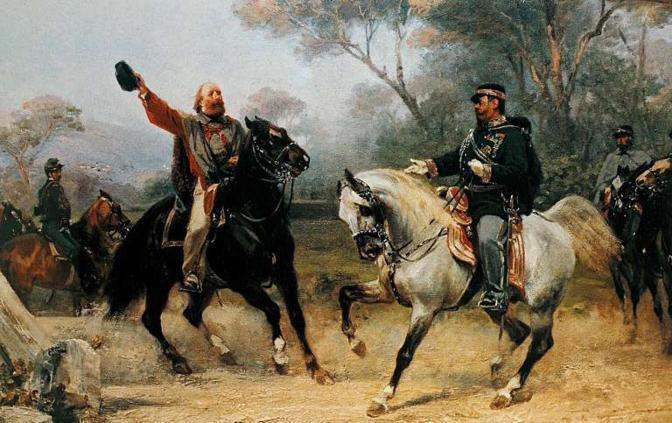
ガリバルディとヴィットーリオ・エマヌエーレ2世（テアーノの握手）

イタリアとフランスの国境にある山岳地帯のサヴォイアを領域とするサヴォイア公国は、イタリアにおける領土を拡大しサルデーニャ島やピエモンテの北西部を領有するまでになった。しかし、1796年にフランスのナポレオン1世がイタリアを侵略するとこの状況は劇的に変わった。チザルピーナ共和国のような、ナポレオンが北イタリアに建国した国々は、実質的にはフランスの衛星国に過ぎなかったため、イタリア人の間に民族主義的な運動が勃興する。
これらフランスの衛星国はナポレオンの没落後生き残ることができず、ウィーン会議によって、北東部の旧ヴェネツィア共和国領と旧ミラノ公国のロンバルディアはオーストリア帝国の属国であるロンバルド＝ヴェネト王国となり、旧ジェノヴァ共和国を含む北西部とサルデーニャ島はサルデーニャ王国、半島南部とシチリア島は両シチリア王国、トスカーナ大公国、教皇領、その他中央部に幾つかある小国というようにイタリアは分割された。
保守反動的なウィーン体制に対して、各地で自由主義運動が高まった。1820年にスペイン立憲革命が起こったことを契機として、ブルボン家の統治下にあった両シチリア王国でナポリ革命（ナポリ蜂起）、シチリア革命（シチリア蜂起）が起こった。この革命は内部対立とオーストリア軍の介入によって失敗に終わったが、翌1821年にサルデーニャ王国でピエモンテ革命（ピエモンテ蜂起）が起こった。しかし、この蜂起も失敗に終わった。1830年のフランス7月革命は、イタリアにも及び、カルボナリが各地で革命を起こした。しかし統一の理想には程遠く、オーストリアによって翌年には鎮圧されてしまう。しかしカルボナリの理想は、後のイタリア統一戦争へと引き継がれていった。1848年にはイタリア各地で「1848年革命」が勃発し、革命派の軍がサルデーニャ王カルロ・アルベルトのもとに集結したが（第一次イタリア独立戦争）、最終的にヨーゼフ・ラデツキー率いるオーストリア軍に敗れ、ヴェネツィア臨時政府も解散させられてしまった。
このような試みが何度か失敗に終わったのち、情勢は1859年から1861年にかけて急速に転換した。1859年、サルデーニャ王国の首相カヴールは、フランス皇帝ナポレオン3世との会談により同盟を結んでオーストリア帝国を攻撃（第二次イタリア独立戦争）、ロンバルディアを奪還するとともに、トスカーナを含むイタリア中部の諸領域の併合にも成功した。1860年、ジュゼッペ・ガリバルディは千人隊（赤シャツ隊）を創設して、シチリアやイタリア南部へ遠征に向かい、ブルボン朝の軍を何度も打ち破って征服に成功した。そしてその領土をサルデーニャ王ヴィットーリオ・エマヌエーレ2世に無償で献上し（テアーノの握手）、イタリアの大部分はサルデーニャ王の元に帰せられた（イタリア統一戦争）。1861年、統一国家としてのイタリア王国の成立が宣言される。

## イタリア王国（1861年 - 1945年）

### 成立後
イタリア王国として統一直後の1861年の下院議会選挙は厳しい制限選挙の下で行われ、実質的に選挙に参加したのは人口の1%であった。憲法も新憲法は制定されずサルデーニャ王国の憲法を取り入れ、上院、下院の二院制からなる議会も、立法権は国王と共同で行使するもので、更に制約が加えられていた。行政機構や官僚制もサルデーニャから規模を拡大したものに過ぎず、これをイタリア王国のピエモンテ化（サルデーニャの領土を指す）とする評価があった。
リソルジメントはマッツィーニやガリバルディの共和派が活躍したが、王国を最終的に成立させたのは、反オーストリア感情、外国の援助を計算に入れたカブールのような穏健な自由主義者であった。しかし北部の工業経営者、南部の大土地所有という少数のブルジョワジーと結びついた政治家や官僚が国を牽引するのは無理があり、社会の仕組みを変える必要が生まれてくる。伝統的な相互扶助の精神は失われなかったが、近代では利害関係が錯綜し、理想的な自由主義では労働者の要求に応えられず、国民化、民主化がイタリアには不可欠だった。
首相のフランチェスコ・クリスピ、ジョヴァンニ・ジョリッティは改革に着手し、ジョリッティはイタリア社会党の穏健派と提携しながら社会立法を定め、経済的には主要産業を国有化し、保護政策を進めた。結果として北部では工業化が伸展したものの階級闘争は止まず、南部は海外市場から閉め出された農村から大量の移民が発生。中小ブルジョワジーによる市民革命を経た19世紀の西欧世界でも、シチリア及びイタリア半島南部は例外的な大土地所有が継続し、小作農の苦しみは厳しいものがあった。移民の多くはアメリカへ渡るが母国語、宗派が異なる世界であり、また移民としても遅かったため、一部は闇社会に入っていった。
領土問題では、教皇の支配下にあったローマ（1870年併合）、ヴェネツィア一帯の諸県（オーストリアとの再度の戦争により1866年併合）は含まれていなかった。1866年の普墺戦争に参戦し、イタリアは緒戦において苦戦を重ねつつも結果的には勝戦国となりヴェネツィアを獲得（第3次イタリア独立戦争）。さらに1871年の普仏戦争ではプロイセンに与して戦勝国となりローマを併合、同市を首都として遷都する。この結果ローマ教皇との政治的対立が発生し、これは1929年のラテラノ条約の締結まで続く。
1896年にはエチオピアにイタリア軍が軍事侵攻した（第一次エチオピア戦争の勃発）。軍の近代化に成功していたエチオピア軍を過小評価していた事から寡兵しか送らず敗北した。エチオピアの植民地化に失敗する。
1911年にはオスマン帝国領リビアに侵攻する（伊土戦争の勃発）。同戦争に勝利したイタリアはリビア地域及びドデカネス諸島を獲得する。

### 第一次世界大戦
第一次世界大戦直前はドイツ、オーストリアとの三国同盟を対外政策の基軸としていたが、トリエステ、南チロルなどに代表される「未回収のイタリア」問題からオーストリアと対立し局外中立を表明。大戦中期の1915年、イギリス・フランスと未回収のイタリア問題の解決を含んだロンドン秘密協定を結び、協商国側として参戦した。

### 大戦直後
戦勝国となったイタリアは、パリ講和会議でオーストリア・ハンガリー帝国から領土を獲得するとともに、日本の提案した人種差別撤廃案に賛成した。戦後に発足した国際連盟の常任理事国となった。しかし、いわゆる「未回収のイタリア」としてトリエステ、南チロル、イストリア半島は獲得できたものの、ダルマチアや港湾都市フィウメ（リエカ）を併合することはできず、国民の不満を残した。また、総力戦となった大戦はイタリア経済に過度な負担となり、戦争後には深刻な不況へと突入した。街には失業者と復員兵が溢れかえり、都市部では労働者の争乱、農村部では貧農の暴動が多発した。イタリア国民はこの戦勝国とは思えぬ悲惨さを「名誉なき戦勝国」と自嘲的に評した。

### ファシズム政権

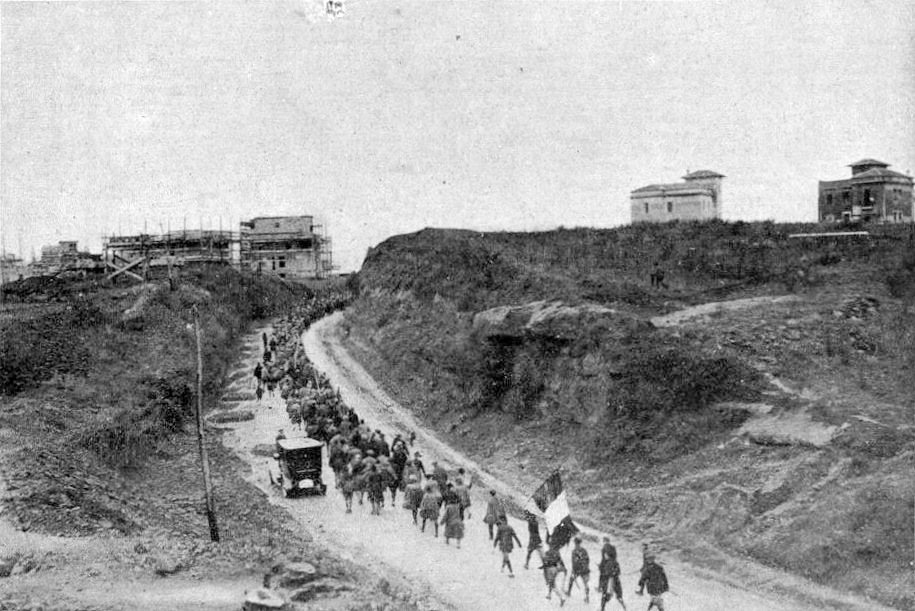
クーデターの『ローマ進軍』中のファシスタ党員。

1922年、ファシスタ党が「ローマ進軍」を起こすと、革命の危機に怯えた王家はムッソリーニに組閣を命じた。1923年には新選挙法（アチェルボ法）が定められた。これにより全国で最多得票を得た政党が議席の3分の2を獲得できるようになり、1924年4月6日の総選挙でファシスタ党が議会の最大勢力となった。統一社会党のジャコモ・マッテオッティはファシスタ党の暴力的手法などを批判したが、6月10日にファシスタ党員によって暗殺された。ムッソリーニは、議会の内外で高まるファシスタ党批判に対し、1925年1月3日の議会演説でムッソリーニは独裁制の推進を公言（Discorso del 3 gennaio 1925）、12月24日に首相に代わる新たな役職として国家統領（ドゥーチェ）を創設・就任した。1926年には一党独裁体制を確立させ、1928年にはファシズム大評議会が正式な国家機関となった。1929年2月11日、ローマ教皇庁のピエトロ・ガスパッリ枢機卿とラテラノ条約（ラテラーノ条約）に調印し、6月7日に批准されたことにより、教皇領併合以来のイタリア国家とローマ教皇の対立構図は解消され、バチカン市国が成立した。
その後は膨張政策を指向して1935年よりエチオピアへの軍事侵攻を開始、1936年にイタリア領エチオピア帝国を建て、その東部に位置するエリトリア、ソマリアと合わせてイタリア領東アフリカを築いた。そのほか、1938年にはアルバニアを併合した。こうした膨張政策は国際的孤立を引き起こし、スペイン内戦への介入を契機にナチス・ドイツへの接近を進めた。1937年にはドイツや日本と日独伊防共協定を結成、国際連盟からも脱退した。

### 第二次世界大戦

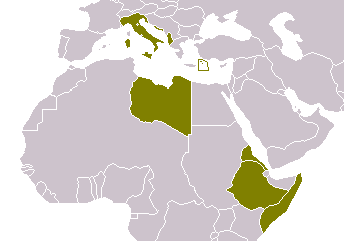
イタリア植民地帝国の版図（1940年）

第二次世界大戦ではドイツに呼応する形で1940年にイギリス、フランスに宣戦しフランス南部に侵入する。またバルカン半島や北アフリカ戦線にも攻勢を仕掛けるが、開戦前から疲弊していた経済では十分な軍備を整えることは出来ず、また国内資源に乏しいイタリアにとってイギリス・アメリカとの対立は資源不足に陥ることを意味していた。結果、訓練・装備の行き届いた一部の精鋭部隊を除けば芳しい戦果を挙げることは出来ず、次第にドイツの軍事的援助を受けるようになる。
1943年7月、日に日に悪化する枢軸側の戦況に対し危機感を抱いた王家とファシスト党の反ムッソリーニ派によってムッソリーニは逮捕され、新たにバドリオ政権が成立した。バドリオ政権は連合軍と休戦交渉を進め、ドイツ軍がイタリアへの進駐を開始すると政府・国王と、軍内部の王党派は南部イタリアのブリンディシに脱出し、連合軍の一員としてドイツと交戦を開始する（9月に無条件降伏調印、10月にドイツに宣戦布告）。
一方、幽閉されていたムッソリーニはドイツ軍の特殊部隊によって救出され、北イタリアのガルダ湖湖畔の町サロにイタリア社会共和国（サロ共和国）を樹立、軍内部のムッソリーニ派を中心とするRSI（イタリア社会共和国）軍が形成される。これによりイタリアは、ドイツ軍と連合軍、RSI軍とイタリア王国軍、そして第三勢力とも言うべきパルチザンも加わった内戦状態となる。因みにバドリオ政権は1945年7月15日に形式上日本にも宣戦布告を行っているが、日本政府は戦時中、バドリオ政権によるイタリア王国を承認せず、ムッソリーニ政権によるイタリア社会共和国と、国交を結んでいたため、反乱軍の宣戦行為は受理していない。

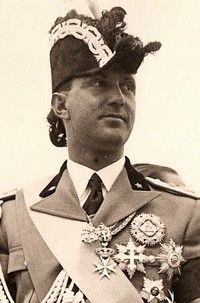
最後のイタリア王、ウンベルト2世

その後、連合軍の北進とドイツの崩壊によってイタリア情勢は連合国側に傾き、イタリア社会共和国もパルティジャーノと呼ばれたレジスタンス運動によって打倒され、スイスへの亡命を図ったムッソリーニはパルチザンに拘束され、裁判もなく公開処刑にされた。1946年6月、国民投票で王制廃止が決定（北部は共和政優勢で、南部では王政支持派が優勢であったという）。1946年5月に即位した王ウンベルト2世を筆頭にイタリア王家は全員国外追放され、イタリアは共和政に移行する。

## イタリア共和国（1945年 - 1992年）

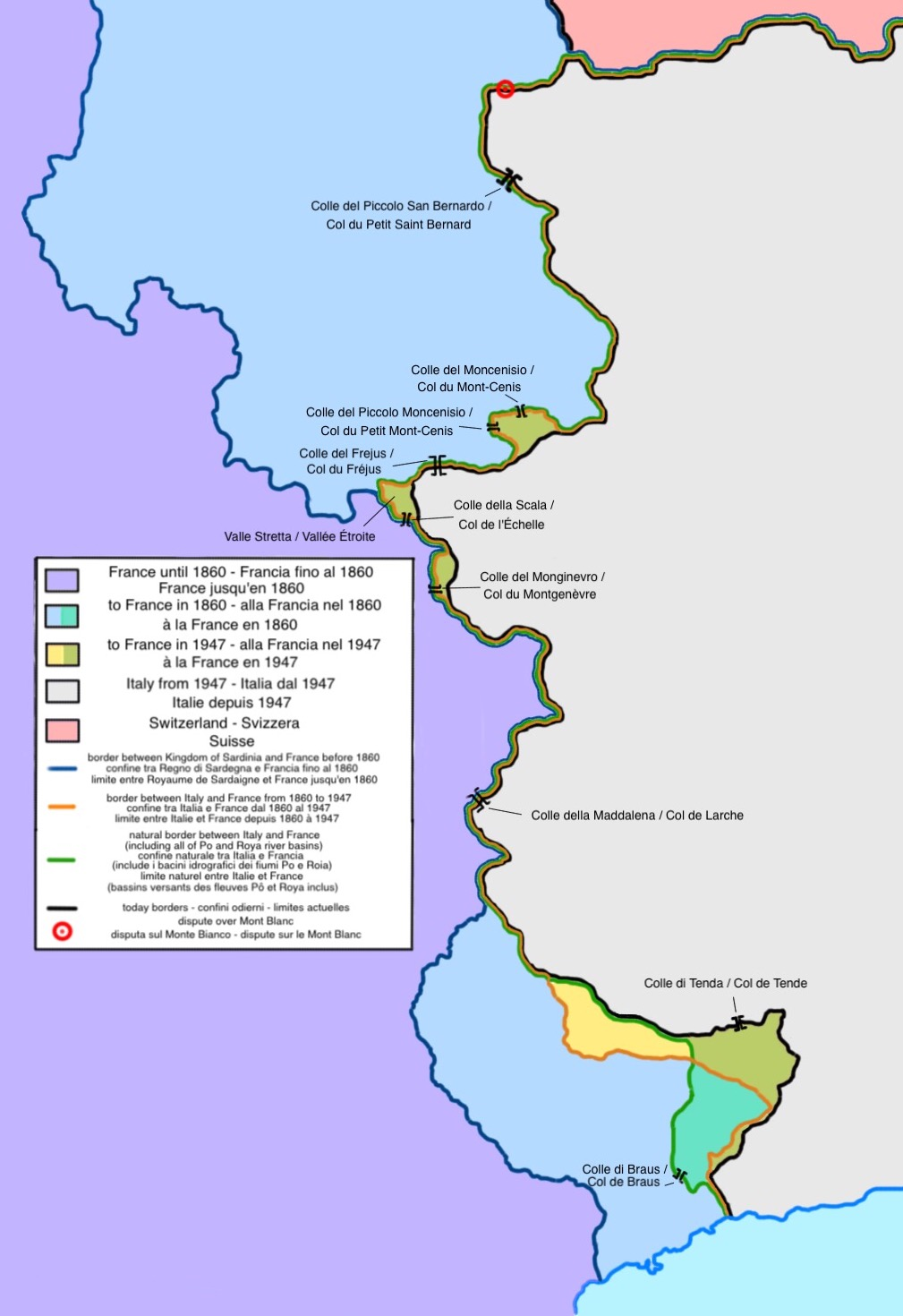
1860年以来のイタリアのフランスの併合または植民地化

### レジスタンス
イタリア共和国の戦後の歴史は、レジスタンス運動と切り離せない。イタリア共産党は1926年に非合法となって以来、反ファシズムを運動しムッソリーニの失脚に貢献。1943年9月に結成された国民解放委員会のメンバーであり、傘下のパルチザンは北部から中部にかけて活動。一方、南部では7月に連合軍がシチリアに上陸、イタリア本土を北上した。
7月に国王がムッソリーニを逮捕させ、パドリオ首相が9月に休戦協定を結び、ドイツに知られ国王とパドリオはローマを逃げた。国民解放委員会はパドリオ政権を認めず、またイタリア王の退位を求める声明を10月に出したがパドリオは拒否。1944年4月、共産党のパルミーロ・トリアッティが退位問題は棚上げしてナチ・ファシスト追放に専念するサレルノの転換を提唱して、国民解放委員会を含めたパドリオ新政権が発足した。
6月に連合軍がローマを解放。反ファシズムで反共産主義の教皇ピウス12世はパルチザンより連合軍によりイタリアが解放されるのを望んでいた。8月にはファレンツェを解放した連合軍は冬に入りボローニャの手前で進軍を停め、12月に国民解放北部委員会とローマ協定を結び解放後は武装解除することを約束させた。1945年4月に国民解放北部委員会が北部の主要な都市でパルチザンの一斉蜂起を成功させ国土は解放された。
反ファシズムとして、パルチザンとして、国土を解放した意識はイタリア国民に強く根付きここからイタリア共和国は出発した。

### 中道政治の始まり
1946年には国民投票が行われ、政体は共和制が選択された。連立内閣を組んでいたキリスト教民主党（DC、以下民主党）、イタリア共産党（PCI、以下共産党）、イタリア社会党（PSI、以下社会党）は制憲議会で憲法草案を起草し1948年にイタリア共和国憲法が施行された。
コミンフォルムに共産党が加盟した同じ1947年5月、民主党のデ・ガスペリは連立内閣から社共を排除。1948年4月の総選挙に得票率48. 5％で勝利。中道政権は冷戦が始まると社共の反対を押して1949年3月に北大西洋条約機構に加盟。戦後初期の外交は対米関係に軸足があった。1951年に欧州石炭鉄鉱共同体条約に調印した。
1947年のパリ講和条約により、フランス国境に若干の変更があったほか、東部国境はユーゴスラビア側に動かされ、トリエステ市の周辺は自由圏に指定された。
このことによりマーシャル・プランを通じての経済復興が進む。1950年代-1960年代を通じて後に「奇跡的復興」と呼ばれる長期にわたる経済成長が実現。このことにより政情不安を抱えながらもイタリアは大国へ返り咲いた。1954年には米英軍の統治下にあった自由圏Aゾーンおよびユーゴスラビア軍の統治下にあった自由圏Bゾーンがそれぞれイタリア、ユーゴスラビアへと分割され帰属することとなる。
1976年5月6日、イタリア北部のフリウリ＝ヴェネツィア・ジュリア州を震源とするフリウリ地震が発生。多数の死者、建造物倒壊などの被害が発生した。

### 鉛の時代

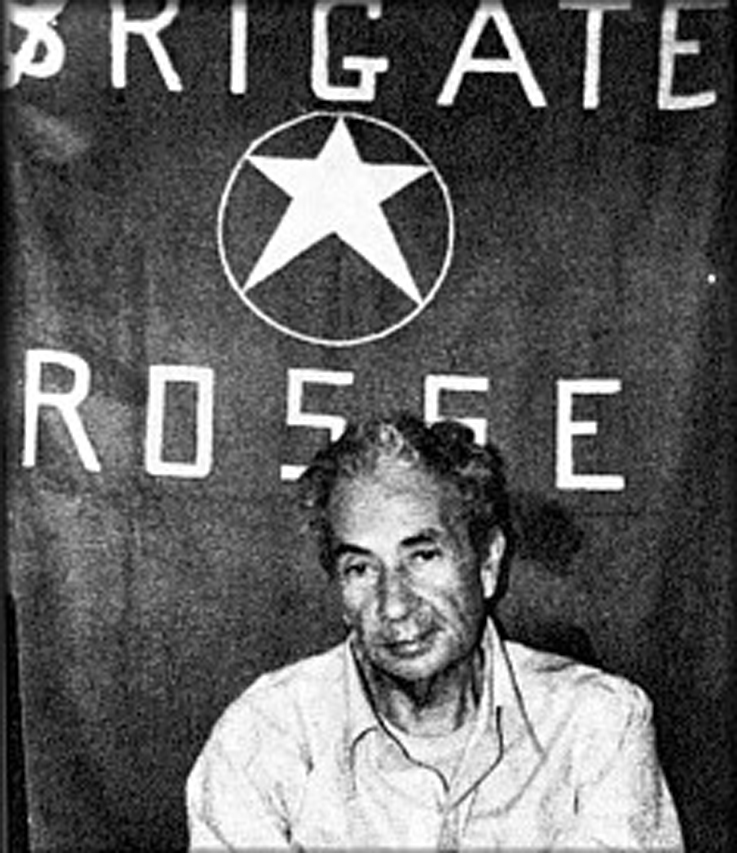
赤い旅団に誘拐されたアルド・モーロ元首相

1970年代後半から1980年代初頭は、政治的に非常に不安定な状態に陥り、「鉛の時代」（イタリア語: Anni di piombo、英語: Years of Lead）として知られている。
1978年にはキリスト教民主主義の党首であるアルド・モーロ元首相がマリオ・モレッティに率いられた極左テロ組織の第二次赤い旅団によって殺害される。これにより、歴史的妥協から生まれたキリスト教民主党と貴族階級出身のエンリコ・ベルリンゲル率いる共産党との連立政権は崩壊する。なお、モーロ暗殺事件にも、ジュリオ・アンドレオッティが関わっていたことが後に明らかになっている。広範な社会的対立や「ボローニャ中央駅爆弾テロ事件」（1980年8月2日）などの一般市民をも巻き込んだテロ事件などが左派と右派の急進的政治集団によって引き起こされた。しかしこの様なテロのいくつかは、ジュリオ・アンドレオッティやアミントレ・ファンファーニなどのキリスト教民主主義の実力者や、情報・軍事保安庁のピエトロ・ムスメキ将軍などの軍関係者が関わっていた、もしくは裏で指揮していたことが明らかになっている。
さらに1981年に明らかになった「P2事件」においては、多くの政治家や軍関係者、実業家やマフィア関係者が、極右政党の党首でアンドレオッティやマフィアとの関係が深いリーチオ・ジェッリが代表を務める秘密結社「ロッジP2」に属していたことが明らかになり、国際的なスキャンダルになった。さらに、「ロッジP2」のメンバーで、宗教事業協会（バチカン銀行）の主力行であるアンブロシアーノ銀行の頭取でもあるロベルト・カルヴィが暗殺され同じく国際スキャンダルになるなど、こうした不安定な政情は1980年代初頭に収束するまで続いた。
「鉛の時代」の終わるにつれ、共産党は着実に議席を伸ばしていき、1980年代には共和主義勢力と社会主義勢力により、初の非キリスト教民主党政権が樹立される。一方で社会党はソビエト連邦およびイタリア共産党に対する批判を強め、レーガン政権によるイタリアへのミサイル配備を支持するなど、意見対立も散見された。

## 第二共和政（1992年 - ）
冷戦が終結した1990年代は検察によるマフィアの摘発が相次ぎ、これに対抗する形でのマフィアの報復抗争が激化、反マフィア治安判事のジョヴァンニ・ファルコーネ（1992年5月23日、カパーチの虐殺）とパオロ・ボルセリーノ（1992年7月19日、アメリオ通りの虐殺）が殺害される事態にまで発展した。また、アンドレオッティ元首相とマフィアとの癒着やクラクシ元首相の汚職、政治家の汚職が多数発見され（マーニ・プリーテ）、これらの政財界における大規模汚職の発覚は「タンジェントポリ（「汚職の町」の意）」と呼ばれ、多くの国民からの批判を呼んだ。これらのアンドレオッティやその側近の相次ぐ疑惑を受けて、アンドレオッティが長年事実上の最高権力者として君臨したキリスト教民主主義は完全に支持を失い分裂状態に陥った。

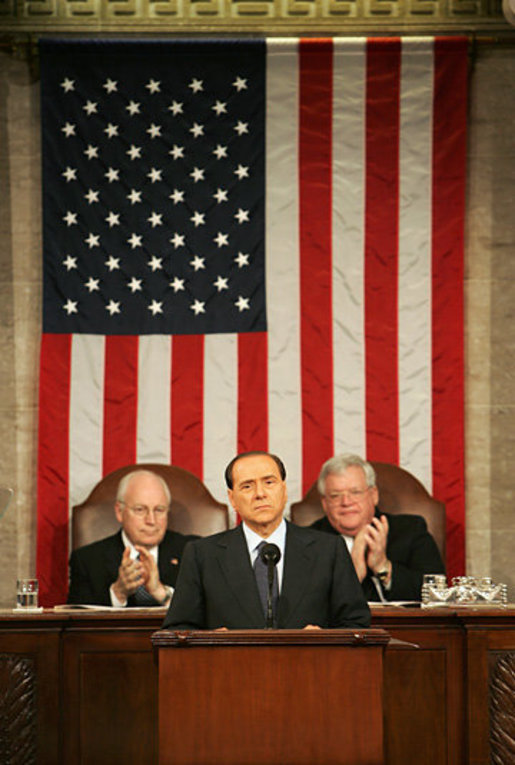
シルヴィオ・ベルルスコーニ首相

1994年には、TVや雑誌などの企業を持つフィニンヴェストの総裁で、上記の「ロッジP2」のメンバーでもあったシルヴィオ・ベルルスコーニは、自らの政党フォルツァ・イタリアを旗揚げし、メディア戦を展開、下院選に当選・連立内閣を結成して首相となった。これらの影響で戦後の最大政党であったキリスト教民主主義 やイタリア社会党などが解体し、政界再編が促された。
2002年には欧州の通貨統合により、独自通貨であるイタリア・リラからユーロへの切替えを行った。
2003年のアメリカ軍によるイラク侵攻をベルルスコーニ内閣は支持し、イタリア軍の海外派兵を行ったが、2005年アメリカ軍によるイタリア兵の射殺など犠牲者が増えるにつれ、またイラク戦争の大義が疑われ始めるにつれ、世論は撤退に傾き派兵を推進したベルルスコーニ政権への批判が高まっていった。これは改善しない経済や汚職疑惑、閣僚の失言によって支持率が低下していたベルルスコーニ政権に追い討ちを掛けることになった。
2006年の総選挙においては、ロマーノ・プローディ率いる中道左派連合が勝利し政権が交代。プローディ政権は、批判の強かったイラク派兵の終結や組織の基盤固めを進めた。しかし、経済改革では一定の成果も出したものの、アフガン増派問題や政権内の内部分裂などで辞任に追い込まれ、2008年の総選挙では再びベルルスコーニが首相の座に返り咲く。議会では多数を握ったため強権的な政治を行うが、自身が抱える脱税疑惑の裁判を妨害しようとする司法政策などは内外の激しい批判を招き、さらにユーロ危機のさなかに起きた少女売春疑惑は政権内部の亀裂を深刻化させた。結局、政権内の一部が新党イタリアの未来と自由を作って離反し、ベルルスコーニは退陣を余儀なくされた。（ちなみに2013年有罪判決と公職追放が裁判で確定した。）
2011年、ベルルスコーニ退陣後の首相としてマリオ・モンティがほぼ満場一致で選ばれた。経済の専門家でもあるモンティは、経済政策を最優先課題に位置付け、政党利害にとらわれないため専門家を多く閣僚に登用するテクノクラート内閣を作り上げた。経済再建は短期間ののちに成功を収めるものの、彼のエリート的な振る舞いは特に労働者層の反発を招き、ベルルスコーニの倒閣運動などにもさらされて2012年に辞任を表明する。翌年開かれた総選挙では、ベルサーニやモンティらの中道左派、ベルルスコーニらの中道右派は伸び悩み、新たに表れたコメディアン出身のベッペ・グリッロ率いる五つ星運動が議席を大きく獲得する予想外の展開となる。二大政党から再び多党状況に戻り、連立形成は困難を極めたが、結局エンリーコ・レッタを首相とする大連立内閣が発足する。ベルルスコーニの議員資格剥奪決定など、右派からの攻撃をかわすことに成功はするが、自らの党内若手のマッテオ・レンツィの突き上げを受けて辞任、後継として39歳という史上最年少のレンツィが首相に就いた。
2022年イタリア総選挙では中道右派連合が勝利した。